# ドン・カルロス・ビューエル
ドン・カルロス・ビューエル（英: Don Carlos Buell、1818年3月23日-1898年11月19日）は、アメリカ陸軍の職業軍人であり、セミノール戦争、米墨戦争および南北戦争に従軍した。南北戦争では西部戦線の大きな戦いであるシャイローの戦いとペリービルの戦いで北軍を率いて戦ったが、1862年遅くに野戦司令官を解任され、その後は軍事的に意味のある業績を残さなかった。

## 初期の経歴
ビューエルはサーモン・D・ビューエル (1794-1823)とエリザ・ビューエル (1798-1885)夫婦の長男として、その祖父サーモン・ビューエル判事の今日ではオハイオ州ローウェルにあった農園で生まれた。ニューヨーク州イサカで弁護士をしていた叔父のドン・カルロス・ビューエルに因んで名付けられた。
ビューエルは南北戦争の前に暫くインディアナ州に住んだ。1841年に陸軍士官学校を卒業し、第3アメリカ歩兵連隊に少尉として任官された。米墨戦争ではザカリー・テイラーとウィンフィールド・スコット両将軍の下で従軍した。その勇敢さで3度名誉昇進を果たし、チュルブスコの戦いでは負傷した。戦争の間の時期はアメリカ軍総務局長の下で執務し、またカリフォルニア州で副官にもなった。

## 南北戦争
南北戦争が始まったとき、ビューエルはポトマック軍初期のまとめ役であり、短期間その師団の一つを指揮した。1861年5月17日には准将に昇進した。1861年11月、ウィリアム・シャーマン准将の後を継いで、オハイオ軍管区（後にオハイオ軍名付けられ、後にカンバーランド軍と改名した）の指揮官となり、北軍寄りであり戦争の政治的な面で重要と考えられたテネシー州東部での作戦を担当した。しかし、ビューエルはその受けた命令を無視してナッシュビルに向けて移動し、1862年2月25日にほとんど抵抗もなしにそこを占領した（このとき、ユリシーズ・グラント准将がヘンリー砦とドネルソン砦を占領したので、南軍の注意は別の場所へ向いていた）。3月21日、ビューエルは志願兵の少将に昇進した。
シャイローの戦いのとき、ビューエルはグラントを支援し、1862年4月7日にグラントが南軍を破るのに貢献した。ビューエルは自隊が到着したことが、グラントの大敗を避けられた大きな要因になったと考えた。グラントはビューエルに対する職業的なわだかまりを大きくしたという告発があり、それが将来の経歴に付き纏った。しかし、グラントはその自伝でビューエルのことを揺るぎなく賞賛した。ビューエルはコリンスの戦いのときは、ヘンリー・ハレック少将の下で従軍した。6月と7月、チャタヌーガに向けて4個師団を率いてゆったりと移動を始めたが、その補給線が南軍のネイサン・ベッドフォード・フォレスト指揮の騎兵隊に遮断され、その攻撃行動が行き詰まり状態になった。
ビューエルはこの時期に、より政治的な困難さに直面していた。北部の者達の中には、ビューエルが北軍では数少ない奴隷保有者（妻の一族から奴隷を継承した）の一人なので、南部の同調者ではないかと疑う者がいた。テネシー州やアラバマ州で作戦行動を行っている時に、南部の市民に対しては厳格な不干渉政策を強制したので疑いが継続した。1862年5月2日、アセンズの町が北軍兵士によって略奪されるという深刻な事件が発生した。ビューエルは、その鉄の原則に気を配り、激昂して現場にいた自分の部下、ジョン・B・ターチンを告発した。エイブラハム・リンカーン大統領はテネシー州の政治家からの圧力に屈服し、1862年9月30日にジョージ・ヘンリー・トーマス少将にビューエルの後任となるよう命令した。しかし、トーマスはその指令を拒否しリンカーンが折れて、ビューエルは指揮官に留まった。ターチンは軍法会議を免れ、現実には准将に昇進した。
1862年の秋、南軍の将軍ブラクストン・ブラッグがケンタッキー州に侵入し、ビューエルはブラッグ軍を追求してルイビルとオハイオ川を守ることを強いられた。ビューエル軍の1個軍団が1862年10月8日のペリービルの戦いでブラッグの攻撃を受けたが、このときビューエルは戦場の数マイル後方におり、その日遅くまで戦闘が起こっていることに気付かず、敵の小さな軍隊を破るために全軍を効果的に投入しなかった。ペリービルの戦いは戦術的に引き分けたが、これで南軍のケンタッキー侵入を止め、テネシー州への撤退を強いることになった。ビューエルは撤退するブラッグ軍の追撃に失敗し、10月24日に指揮官を解任され、ウィリアム・ローズクランズ少将が後任となった。ビューエルはその後の1年半インディアナポリスの軍事刑務所で過ごし、軍事任務を与えられれば責任の追及から逃れられると期待していた。ブラッグ軍を追撃しなかったのは物資が不足していたためだと主張した。免罪の機会は訪れず、1864年5月23日には退役した。グラントの特別の推薦で指揮官職の提案があったが、シャーマンあるいはエドワード・キャンビーの下で働くのはビューエルの方が2人よりも上官だったので体面を傷つけると言って辞退した。グラントはその自叙伝でこのことを「任務を辞退する時の軍人にとって最悪の言い訳」と言った。

## 戦後
戦後、ビューエルは再びインディアナ州に住み、次にケンタッキー州に移って、グリーンリバー鉄鋼会社の社長として鉄と石炭の事業に従事した。1885年から1889年、政府の年金職員となった。1898年にケンタッキー州ロックポートの自宅で死に、セントルイスのベルフォンテーヌ墓地に埋葬されている。ケンタッキー州レキシントンにあるケンタッキー大学キャンパスのビューエル訓練棟はビューエルに因んで名付けられた。